# Association amicale des amateurs d'andouillette authentique
Pour les articles homonymes, voir AAAAA.
L’Association amicale des amateurs d'andouillette authentique (AAAAA), dite aussi 5 A, regroupe des professionnels des métiers de bouche et de l'univers de la table (fabricants, restaurateurs, gastronomes connaisseurs de la charcuterie, critiques et chroniqueurs gastronomiques, en activité ou retraités). Strictement dépourvue de tout but lucratif, cette amicale honore l'andouillette, habituellement considérée comme traditionnelle par le Code des usages de la charcuterie, souvent proclamée « authentique » sans références très précises, ainsi que diverses variétés d'andouilles qu'elle estime conformes à des traditions locales ou régionales. L'association, à l'origine réunion amicale, très informelle, d'amateurs de bonne charcuterie, a longtemps organisé ses dégustations sans se soucier de règlement, puis s'est organisée de façon de plus en plus structurée après sa déclaration à la préfecture, publiée au Journal officiel en juillet 1994, complétée notamment lors de l'A.G. de 2024.   

Ancien logo 5 A, encore utilisé occasionnellement.

## Histoire

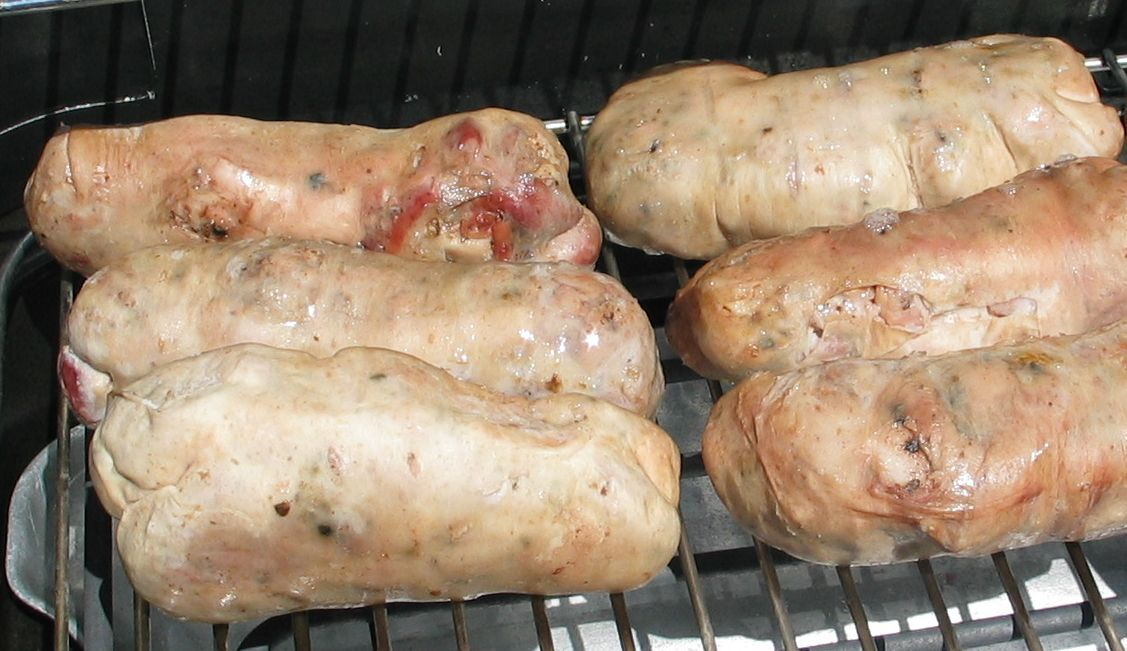
Des andouillettes de Troyes AAAAA, en début de cuisson sur un barbecue.

L'A.A.A.A. a été fondée de façon informelle sans doute vers 1960, sur l'impulsion de cinq chroniqueurs gastronomes amateurs de bonne charcuterie. Dans Le Plaisir des mets, publié en 1964 par les éditions Au Fil d'Ariane, Francis Amunateguy évoque la création informelle de l'amicale comme résultant « il y a quelques années » d'un banquet servi à Bourg-en-Bresse auquel il assistait « avec quelques confrères ».

Ces cinq amis, Francis Amunategui, le journaliste homme de lettres et de table initiateur, Robert J. Courtine, chroniqueur célèbre du quotidien Le Monde, sous le pseudonyme de La Reynière, Christian Guy, journaliste au quotidien l'Aurore, le lyonnais Henri Belin, dit Clos-Jouve, éditeur, auteur, cofondateur du prix Rabelais, et Paul de Montaignac de Pessotte, ex-galeriste et collectionneur averti devenu publicitaire, familier des grandes tables, dégustaient dans des bistrots familiers des andouillettes fournies par de bons charcutiers copains ou découverts au hasard d'un voyage, de l'exploration d'une carte de restaurant.

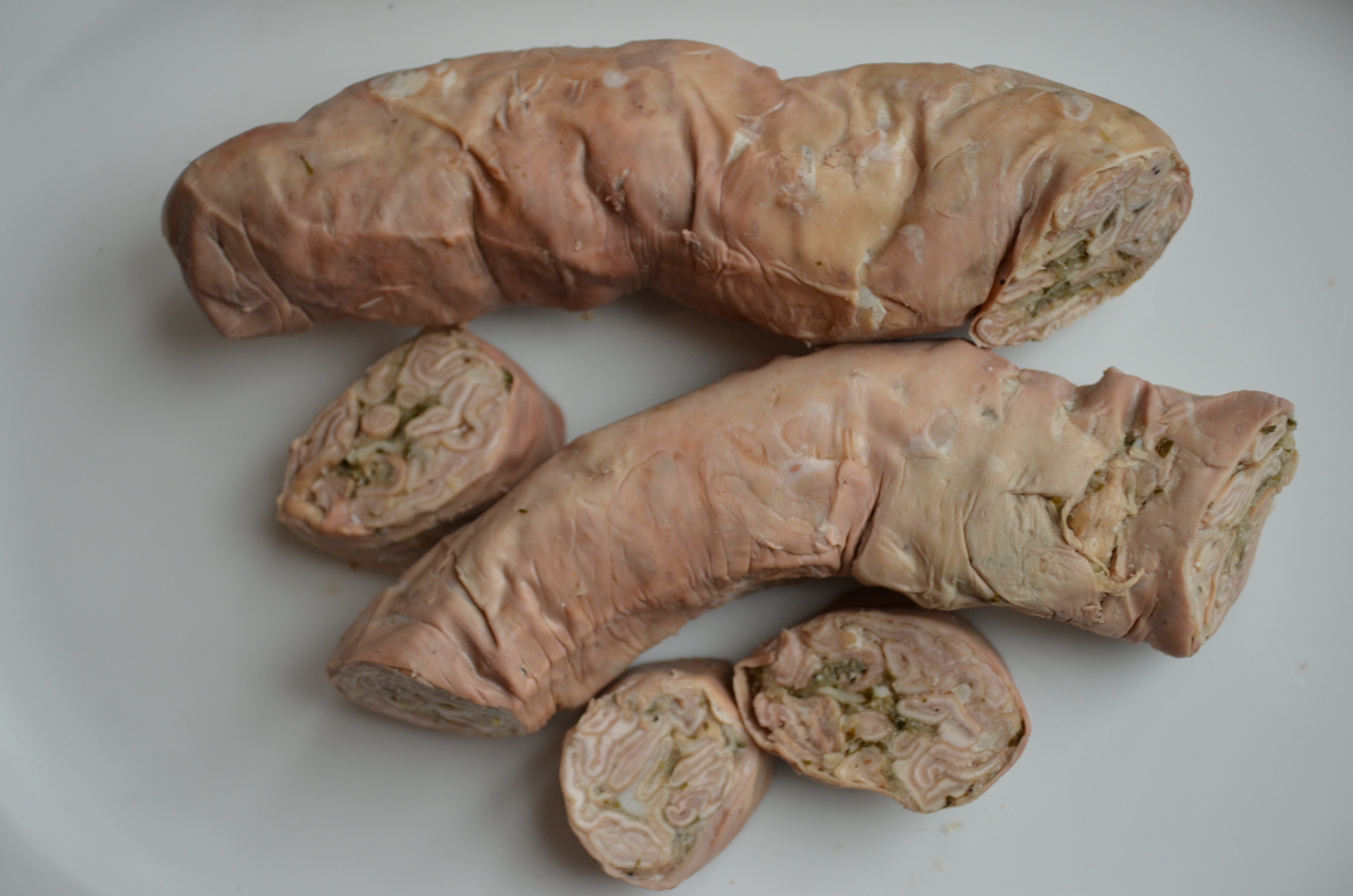
Andouillettes, de type « Troyes » selon le Code des usages de la charcuterie, coupées par l'acheteur avant d'être cuisinées (poêle, four, gril ou plancha).

### Origine du nom, organisation de dégustation
La dénomination « AAAAA » (la ponctuation ne s'officialisa que progressivement)— racontèrent Courtine et Paul de Montaignac à Jacques-Louis Delpal lors de son intégration définitive dans le « jury » en 1976 — viendrait d'un éclat de rire sonore de Clos-Jouve ponctuant maintes rencontres de table : « Ah ! Ah ! Ah ! Ah ! Ah ! ». Malgré le prix aujourd'hui attaché au diplôme, en raison de sa valeur commerciale, les responsables de la 5 A revendiquent cette origine marquée d'humour et de bonne humeur, notamment sur son site officiel.
Le siège de l'amicale, maintenant fixé à Paris, au CEPROC, était originellement établi au restaurant L'Ambassade d'Auvergne (dont les anciens propriétaires avaient été honorés du diplôme pour avoir longtemps proposé des andouillettes 5 A accompagnées d'aligot). 
Les réunions de dégustation se sont ensuite déroulées dans de grandes brasseries parisiennes (La Closerie des Lilas, Les Grandes Marches), dans des bistrots renommés (Le Clou de fourchette, Le Père Claude, La Bonne Franquette). Depuis 2020, elles se tiennent  constamment au CEPROC, importante école parisienne de formation aux métiers de bouche, où les postulants au diplôme envoient maintenant les produits qu'ils proposent au jury. Les postulants au diplôme ne participent jamais financièrement aux frais entraînés par la dégustation de leurs produits, généralement livrés sur le lieu de dégustation, CEPROC, rue Goubet, à Paris. Ils son libres, par la suite, de faire des dons à l'association, souhaités modérés, jamais obligatoires (ce qui est permis par l'accueil au restaurant d'application et la préparation par les formateurs de l'établissement).

## Administration
L'AAAAA, dite 5 A, plus officiellement dénommée A.A.A.A.A. depuis les A.G. de 2024 et 2025, associe à ses manifestations des chroniqueurs, auteurs et journalistes gastronomiques, des gourmets avertis, des restaurateurs, des charcutiers et des représentants des métiers de bouche. Ses rencontres de dégustation sont généralement trisannuelles ; des invités y assistent éventuellement, goûtant les produits testés, participant occasionnellement au vote.
Le conseil d'administration a été partiellement modifié lors de l'assemblée générale tenue au CEPROC en octobre 2022. La liste à jour de ses membres peut normalement être consultée sur le site de l'association, mais celle-ci est indisponible suite un incident technique survenu en 2024 (l'essentiel de la communication est actuellement assuré par les pages Facebook et Instagram officielles de l'amicale).
Les membres du conseil d'administration de l'association sont : 
- Jean-Michel Déhais, secrétaire du Bureau ;
- Jacques-Louis Delpal, président, responsable du site de l'association (hors ligne actuellement) ;
- Vincent Ferniot, vice-président ;
- Monique Pivot, trésorière

- François Roboth, secrétaire général d'honneur (le poste de secrétaire exécutif a été confié à Jean-Michel Déhais en 2022 pour des raisons pratiques) ;
- Christophe Thierry, représentant les artisans charcutiers ;
- Jean-Christophe Bassignac
- Jean-Paul Guillemin
- Robert Volut, ex-président de la FICT (qui fédère les industriels de la charcuterie) et de l'association des charcutiers européens
- Joël Mauvigney et Elisabeth De Castro représentent la CNCT, important organisme regroupant les artisans charcutiers [6],

Anne Hudson,,, qui fut notamment journaliste à France-Info, faisait partie du conseil d'administration. Elle est morte en 2010. Michel Piot, membre du jury depuis 1977, a fait partie du conseil d'administration jusqu'à sa mort, le 28 septembre 2015. Chroniqueur gastronomique, il avait collaboré au Figaro pendant un quart de siècle, ainsi qu'à de très nombreuses publications touchant à la cuisine et aux vins,,,,. Jacqueline Ury, membre du jury depuis la fin de la décennie 1970, membre du conseil d'administration de l'AAAAA, est morte en 2016,,.

## Diplôme: attribution et validité

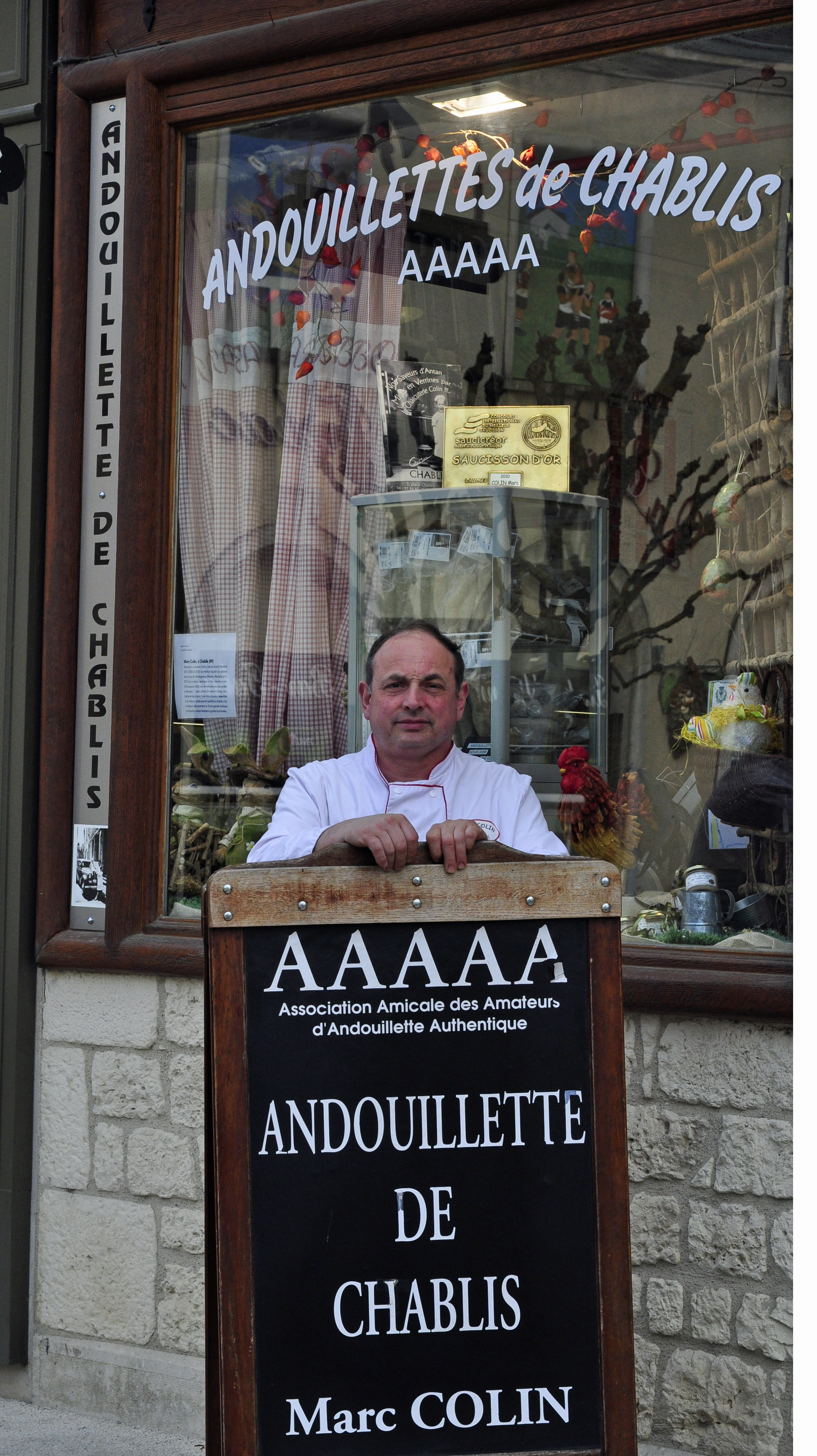
Marc Colin, lauréat AAAAA pour ses andouillettes, devant la vitrine de son ancienne charcuterie, au cœur de Chablis (le labo, agrandi, a été déplacé).

Lors de l'assemblée générale de l'association du 30 janvier 2024 tenue au Ceproc, au cours de laquelle son strict bénévolat a été à nouveau rappelé, il a été décidé  que le diplôme de l'AAAAA, accordé par un jury souverain libre de commenter ou non sa décision, est attribué pour trois ans, dont l'année d'attribution (contre deux ans auparavant), sous certaines conditions. Passé ce délai, les lauréats n'ont plus le droit de le revendiquer publicitairement et commercialement (le diplôme n'ayant dorénavant valeur que de souvenir). Il peut être réattribué à la suite d'une dégustation.
La validité d'un diplôme est éventuellement prolongée de quelques mois, par décision du bureau de l'association, dans l'attente d'une nouvelle dégustation, signalée sur le site de l'association (dégustation permettant le renouvellement pour deux ans).
Attributions et prorogations, toujours attribuées à titre gratuit, étaient signalées sur le site web de l'association depuis 2011. Le site étant actuellement (mi-2025) hors ligne, pour des raisons purement techniques, la communication se fait actuellement par les réseaux sociaux, Facebook et Instagram (publication de la liste des lauréats au diplôme valide). 
Ne constituant ni un label de qualité officiel ni une indication géographique protégée au sens des réglementations française ou européenne, le diplôme de la 5 A est l'une des distinctions dont on se targue le plus dans l'univers charcutier : il constitue un élément de vente important.[réf. nécessaire]
La 5 A décerne éventuellement  des diplômes spécifiques dans le secteur de la restauration, remis au propriétaire du restaurant, éventuellement chef de cuisine , en principe pour deux ans. Ils signalent une originalité dans la préparation et l'accompagnement, le produit mis à la carte étant obligatoirement celui d'un charcutier fournisseur lauréat. Un seul de ces diplômes particuliers est actuellement (2025) : plusieurs fois renouvelé, il honore Masaki Kubo, un cuisinier restaurateur original  de Kyoto, au Japon, de culture gastronomique française et fabriquant lui-même le produit.

## Lauréats récents et «reconfirmés»

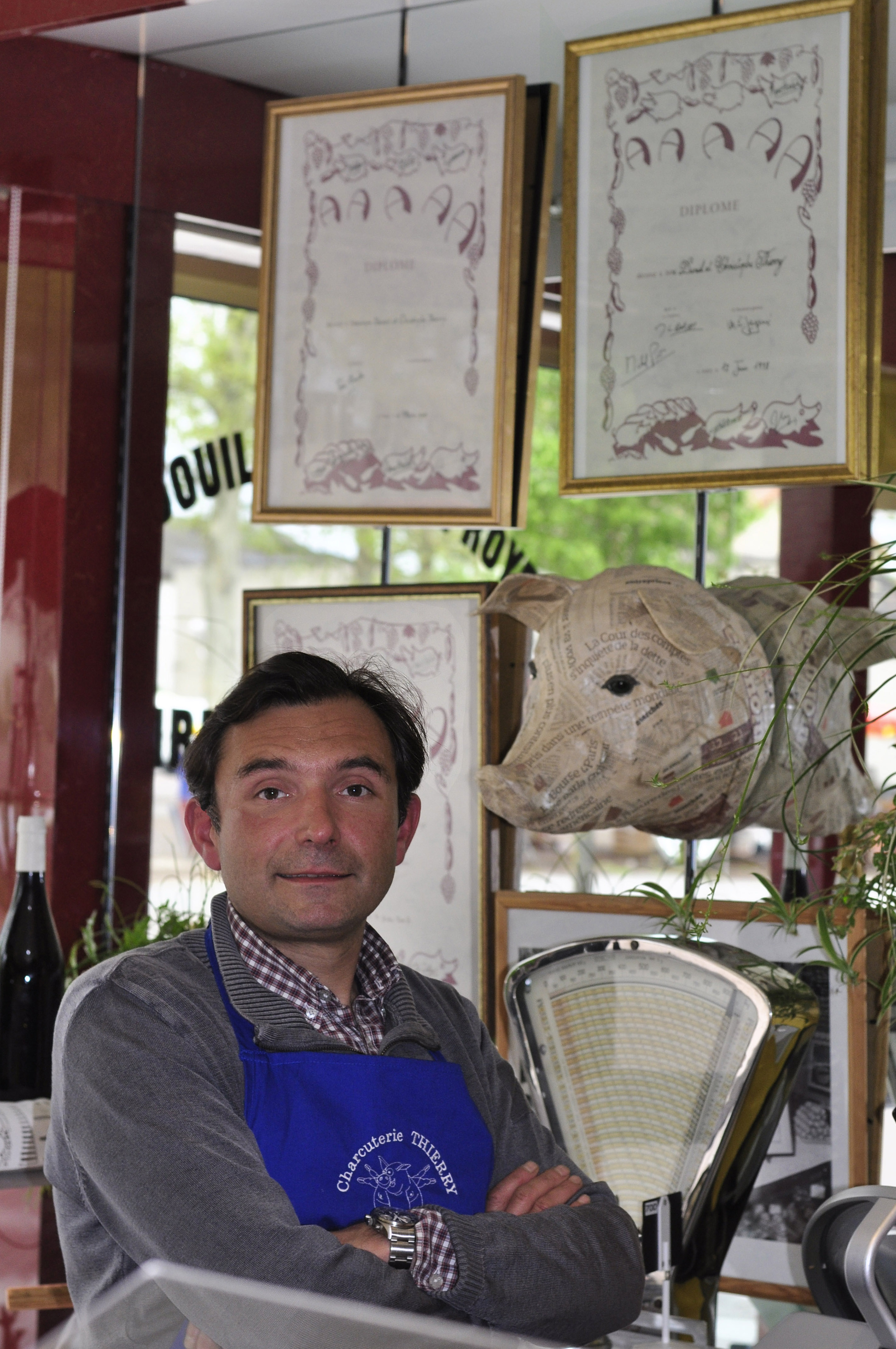
Christophe Thierry, charcutier à Sainte-Savine, dans l'Aube. C'est l'artisan au diplôme AAAAA le plus ancien, renouvelé constamment depuis 1999, pour ses andouillettes de Troyes tirées à la ficelle (à ce titre, il a été nommé vice-président de l'association).

Les diplômes sont décernés à titre personnel aux élaborateurs pour l'année de leur attribution et les deux annnés suivantes (deux années en tout auparavant à partir du jours d'attribution ) et sont renouvelables après dégustation. Ils mentionnent le nom du chef d'entreprise et la dénomination de celle-ci.
Les diplômes de lauréats « ayant fait connaître leur souhait de réattribution », démarche nécessaire, sont considérés comme valides jusqu'à la nouvelle dégustation du produit par le jury, réuni au moins deux fois par an, le plus souvent au CEPROC (où se tient par ailleurs l'A.G. annuelle de l'association).